# جايسون كوك (ملاكم)
جايسون كوك (بالإنجليزية: Jason Cook) مواليد 27 فبراير 1975 في ويلز، هو ملاكم محترف ويلزي يصنف ضمن فئة الوزن الخفيف. حقق الميدالية الفضية في دورة ألعاب الكومنولث 1994.

## إحصائيات
خاض خلال مسيرته 37 نزالا، فاز في 30 وتعادل في 1 وخسر في 6. فاز بالضربة القاضية في 11 نزالا.

## الميداليات
| الميدالية | المسابقة                  |
| --------- | ------------------------- |
| فضية      | دورة ألعاب الكومنولث 1994 |

## روابط خارجية
- جايسون كوك على موقع بوكس ريك (الإنجليزية) (registration required)
- جايسون كوك على موقع اتحاد ألعاب الكومنولث (مؤرشف) (الإنجليزية)